# Bill Dow
Bill Dow est un acteur, directeur de théâtre et écrivain de pièces de théâtre, films et de séries télévisées.
Il est connu pour son rôle du Dr. Lee dans la série Stargate SG-1.
Il a aussi tenu le rôle de Russ Hataway dans la série dramatique canadienne Coroner Da Vinci, de M.. Parkman dans la série américaine Pasadena, et le Dr. Charles Burks dans X-Files. Bill Dow a aussi joué dans de nombreuses séries et films en tant qu'invité vedette et dans des rôles récurrents.

## Filmographie partielle

### Télévision
- 1988 : MacGyver : L'homme en combinaison blanche (saison 3, épisode 11 Ultime expérience)
- 1991 : Jusqu'à ce que le crime nous sépare (Deadly Intentions... Again?) (Téléfilm)
- 1991 : MacGyver : Danko (saison 7, épisode 5 Les frères Colton)
- 1995-2001 : X-Files : Chuck Burks (6 épisodes) / Dr Newton (épisode La Guerre des coprophages)
- 1997-2007 : Stargate SG-1 (Dr. Bill Lee)
- 1997 : Au-delà des rêves (NightScream) (Téléfilm)
- 2000 : Sept jours pour agir : Dr. Barrison Hahn (Saison 2 Épisode 17 Baby Sitting)
- 2004 : Dead Like Me : Mickey (Saison 2 Épisode 11)
- 2004 : Les 4400 : Terry Bennett (Saison 1 Épisode 4 Becoming)
- 2007 : Kyle XY : Professeur William Kern (Saison 1 Épisode 6 Après La Pluie)
- 2009 : La Créature de Sherwood (Beyond Sherwood Forest) de Peter DeLuise
- 2009 : Stargate Universe : Dr. Bill Lee
- 2011 : Supernatural : Dr Kadinsky (Saison 7 Épisode 17)
- 2015 : The Flash
- 2015 : Mon futur ex et moi (Autumn Dreams) de Neill Fearnley (Téléfilm) : Hector
- 2015 : Enquêtes gourmandes : Meurtre au menu (The Gourmet Detective) de Scott Smith : Peter